# مجمع سكني

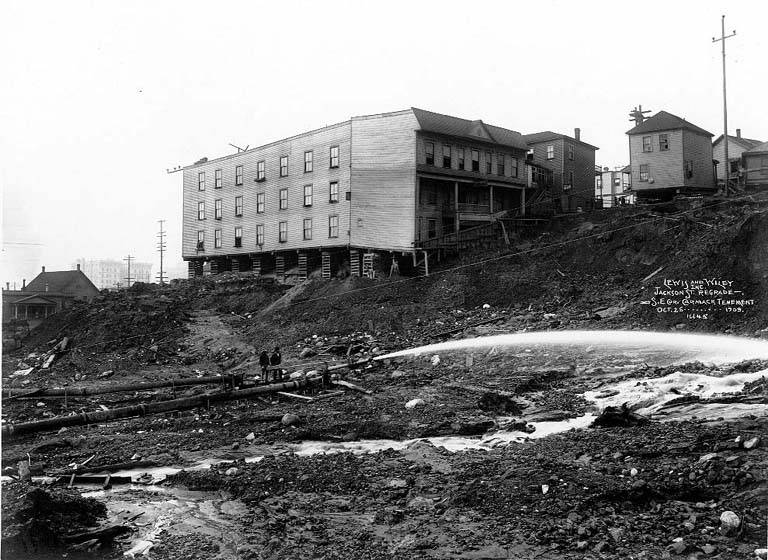
مسكن كارماك، شارع جاكسون، سياتل

مُجمع سكني أو عمارات هو مبنى ينقسم إلى عدة وحدات كلً مملوكة على حِدة، و تحيط بها مناطق مشتركة مملوكة بشكل مُشترك.
كثيرًا ما يتم تشييد المجمعات السكنية كمباني سكنية ، ولكن هناك أيضًا «مجمعات سكنية منفصلة» ، و التي تبدو مثل منازل الأسرة الواحدة ، و لكن فيها الساحات الخضراء (الحدائق) و الممرات و المباني الخارجية و الشوارع بالإضافة إلى أي مرافق ترفيهية (مثل البرك أو حمامات سباحة ، صالة بولينغ ، ملاعب تنس ، ملعب جولف ، إلخ) ، مملوكة بشكل مشترك من قبل جمعية مجتمعية.
على عكس الشقق المؤجرة من قبل المستأجرين ، فإن الوحدات السكنية مملوكة بالكامل. بالإضافة إلى ذلك، يمتلك مالكو الوحدات الفردية أيضًا بشكل جماعي المناطق العامة للعقار، مثل الممرات / الممرات و غرف الغسيل وما إلى ذلك ، بالإضافة إلى المرافق العامة ووسائل الراحة ، مثل نظام التدفئة والتهوية وتكييف الهواء و المصاعد و ما إلى ذلك. تشغيل. العديد من مراكز التسوق عبارة عن مجمعات صناعية تكون فيها مساحات التجزئة و المكاتب الفردية مملوكة للشركات التي تشغلها ، في حين أن المناطق المشتركة في المركز التجاري مملوكة بشكل جماعي لجميع الكيانات التجارية التي تمتلك المساحات الفردية.

## روابط خارجية
- مجمع سكني- تورينو إيطاليا